# Bestorp
Bestorp is een plaats in de gemeente Linköping in het landschap Östergötland en de provincie Östergötlands län in Zweden. De plaats heeft 449 inwoners (2005) en een oppervlakte van 53 hectare.

## Verkeer en vervoer
Bij de plaats lopen de Riksväg 23 en Riksväg 34.